# 小島慶子
小島 慶子（こじま けいこ、1972年7月27日 - ）は、エッセイスト、メディアパーソナリティ。元TBSアナウンサー。昭和女子大学現代ビジネス研究所特別研究員。

## 来歴

### 生い立ち、教育、学生時代の経験
商社勤務の父親の赴任先のオーストラリアのパースで誕生。3歳の時に日本に帰国し東京都清瀬市の団地で暮らした。幼稚園にあがる少し前に、団地から東京都郊外の新興住宅地の一戸建てに引っ越す。その後再び父親の仕事の都合で、7歳の頃はシンガポール、8歳から9歳の頃は中国返還前の香港で暮らした。シンガポール日本人学校など現地の日本人学校に通った。10代半ばから摂食障害を繰り返した。
小学校3年次に日本に帰国し、日野市立三沢台小学校（現・日野市立七生緑小学校）、学習院女子中・高等科で学ぶ。学習院大学法学部政治学科卒業。
1995年4月、株式会社東京放送、現TBSテレビにアナウンサー30期生として入社）。入社3年目（1997年11月）に番組宣伝がきっかけで『世界・ふしぎ発見!』のミステリーハンターを務めた。入社4年目（1998年）の秋、ラジオ番組『BATTLE TALK RADIO アクセス』の初代ナビゲーターになる。1999年に第36回ギャラクシー賞DJパーソナリティー部門賞を受賞。28歳のとき、テレビ番組制作会社のディレクターと結婚。30歳で長男を出産。産休が明けた後、『ニュースフロント』、『時事放談』と主に報道番組を担当する。33歳で次男を出産し、産休が明けた後の2006年10月に、ラジオのレギュラー番組『久米宏 ラジオなんですけど』が始まり、パーソナリティを務める（2009年3月28日まで）。
2009年3月末より『小島慶子 キラ☆キラ』のメインパーソナリティーに就く。2010年4月28日の番組内で、6月30日をもって退社する旨を告げた。退社後はキャスト・プラスに所属。同社はTBSの関連会社。2013年8月1日、キャスト・プラスからオスカープロモーションへ移籍。2014年テレビ制作会社勤務の夫の退職を機に家族は生活拠点をオーストラリアのパースに移すが、自身は日本に拠点を置く。夫と二人の子がいるパースと日本との間を往復するというワークスタイルとなった。2020年に発生した世界的なコロナ禍では、オーストラリアと日本の間を往復できず、パースにいる家族とは２年２カ月会えなかった。2024年に二人の息子が大学進学したことにより、10年間の日豪往復生活を終え日本に定住。

## 人物

### ADHD
日経BPが運営するウェブサイト『日経DUAL』で連載する『小島慶子のDUALな本音』において、40歳を過ぎてから主治医に軽度のADHD（注意欠陥・多動性障害）と診断されたことを公表している。以降、発達障害に関する講演や執筆を行なっている。
2011年3月11日、東京都港区にあるTBS9階のスタジオから『キラ☆キラ』生放送中に東北地方太平洋沖地震（東日本大震災）が発生。揺れの中で聴者に冷静と身の安全の確保を呼びかけた。
この際にスタジオの副調整室に『情熱大陸』のディレクターが取材の下見に来ていたため、震災直後の小島の密着取材が翌月放送された。
『Qさま!!』のプレッシャーSTUDYで優勝2回、『ネプリーグ』では2016年から2017年にかけて2冠に輝くなど、クイズ番組でも活躍している。

### 趣味、資格など
趣味は、茶道、書、きもの、古代史。華道池坊師範
飛鳥時代の善信尼のファンであると、大竹まことゴールデンラジオの中で語った。
2021年にBTS現象に「沼落ち」し、韓国の研究者に取材する連載を執筆した。

## 主張

### ハラスメント
セクハラの被害に遭ったことや、知識がなかったために傍観・加担していたことへの後悔について繰り返し発言、執筆しており、2019年2月には『さよなら！ハラスメント』（晶文社）という識者との対談集を出版している。

### 「女子アナ」という呼称について
女性アナウンサーに対する「女子アナ」という呼称や、女性アナウンサーの起用の仕方や役割について、ジェンダー平等の観点から一貫して疑義を呈している。東京大学大学院情報学環客員研究員として、共著『足をどかしてくれませんか〜メディアは女たちの声を届けているか』（亜紀書房）でも１章を割いて詳しく持論を述べている。メディア、特にテレビにおけるジェンダーバランスやダイバーシティの問題に繰り返し言及している。

### カジノ法案
2016年のある時、ある情報番組でカジノ法案について取り上げた際、画面の下に、「依存症怖いよね。だから生活保護受給者のパチンコは禁止」という視聴者のツイートが流れたが、小島はこれに対して「依存症になる可能性は誰にでもあります。リスクの高い人に対しては適切な対策がとられるべきですが、なぜこのツイートの主はそれを『生活保護を受給している人たち』に限ったのでしょうか。このツイートは、正論を言う体をとって生活保護受給者たちを差別し、バッシングすることが目的です。私は、そうと気づかなかった番組のスタッフには大きな問題があると感じ、生放送でそのように指摘しました」と明かしている。　

### 夫婦別姓
サイボウズ社長の青野慶久による選択的夫婦別姓問題訴訟について賛同し、現在の戸籍制度は、非婚化が進みパートナーシップや生き方が多様化した今の日本ではもう無理があるのでは、と述べている。

### フェミニスト
フェミニストである。ジェンダー平等に関する発言やエッセイが多数ある。
更年期についても積極的に語っており、女性蔑視的な文脈で語られることに30代の頃から抵抗があったとメディアで公言している。

## 出演番組

### テレビ
- 情熱大陸（MBS）2011年4月3日
- ゴロウ・デラックス（TBS、2011年4月14日 - 2014年3月20日）
- ザ・インタビュー〜トップランナーの肖像〜（BS朝日、2013年10月-2021年3月）
- ハートネットTV（NHK Eテレ、2012年4月 - ）「書き込み! 真相リサーチ」進行 役
- BSニュース 日経プラス10（BSジャパン、2013年4月4日 - ）木・金曜日担当
- ノンストップ!（フジテレビ）
- ザ・インタビュー（BS朝日）
- ストライクTV（テレビ朝日、2013年 - 2014年3月）不定期
- アジアン・タイムズ（BSジャパン、2014年4月6日 - 2015年3月29日）MC
- ホワイト・ラボ〜警視庁特別科学捜査班〜 第1話（TBSテレビ、2014年4月14日）小早川明美 役
- 聖母・聖美物語 第63話（東海テレビ、2014年6月26日） 白鳥涼子 役
- 23時開店!女の談話室 スナックHKB23（BS-TBS、2018年8月10日）
- 徹子の部屋（テレビ朝日）2021年2月12日[27] 、2024年4月3日

### ラジオ
- 小島慶子のオールナイトニッポンGOLD（ニッポン放送〈NRN〉、2013年4月3日 - 10月2日）
- 小島慶子とミッツ・マングローブのオールナイトニッポンGOLD（ニッポン放送〈NRN〉、2013年10月9日 - 2014年12月17日）
- 大竹まこと ゴールデンラジオ!（文化放送、2021年7月1日 - 火曜日パートナー[28]）

### アナウンサー時代の出演番組

#### テレビ
- 慢性吉本炎
- フレッシュ!
- おはようクジラ（1997年）[29][30]
- オールスター感謝祭リポーター
- 世界・ふしぎ発見!ミステリーハンター
- 中居正広の家族会議を開こう!
- 回復!スパスパ人間学（2002年9月、産休のため降板。後任は木村郁美）[29][30]
- ニュースフロント
- ママアナのデジ@缶（後輩アナウンサーの山内あゆ、青木裕子、出水麻衣と共演）
- 時事放談 （2004年4月 - 2010年6月20日, 2005年10月に産休のため一時降板。2006年4月に復帰）
- NEWS サンデー・スコープ（2010年3月28日 - 6月27日）

#### ラジオ
- BATTLE TALK RADIO アクセスナビゲーター（月曜－木曜、1998年10月5日 - 2002年12月26日）[29][30]
- 小島嵩弘の全国カラオケベスト10（1997年）[29][30]
- ストリーム（2006年9月4日 - 9月8日をはじめ、松本ともこの代理として最も多く出演）
- 伊集院光 深夜の馬鹿力（不定期）
- 伊集院光 日曜日の秘密基地（2007年4月29日、イレギュラーでのアシスタント）
- 久米宏 ラジオなんですけど（2006年10月7日 - 2009年3月28日、アシスタント　同局の大先輩の久米宏とコンビを組む）
- ケンタロウのおいしいラジオ（TBSラジオで『小島慶子 キラ☆キラ』に内包）
- ROCK ENTERTAINMENT 高見沢俊彦のロックばん（「クイズ速弾（はやびき）クエスチョン」の出題、2010年6月まで）
- 小島慶子 キラ☆キラ（TBSラジオ、2009年3月30日 - 2012年3月30日）
- ドライバーズ・リクエスト（JRN系全国ネット。TBSラジオでは上記番組に内包）

### 著書
- ラジオの魂（2011年3月18日、河出書房新社） ISBN 978-4309020310
- 小島慶子キラ☆キラ（TBSラジオ、2011年5月23日、アスペクト） ISBN 978-4757218673
- 女子アナ以前　〜あのころのわたしと、いま考えていること。〜（2011年7月23日、大和書房） ISBN 978-4479392132
- 絵になる子育てなんかない（2011年10月26日、幻冬舎、養老孟司との共著） ISBN 978-4344020832
- 気の持ちようの幸福論（2012年3月16日、集英社新書） ISBN 978-4087206340
- 女たちの武装解除（2012年8月18日、光文社） ISBN 978-4334977054
- 失敗礼賛　不安と生きるコミュニケーション術（2013年7月20日、KKベストセラーズ） ISBN 978-4584135112
- コスプレ上手は、仕事上手!（2013年11月26日、集英社） ISBN 978-4087860351
- 解縛(げばく)しんどい親から自由になる（2014年2月18日、新潮社） ISBN 978-4103351115
- 大黒柱マザー（2014年12月10日、双葉社） ISBN 978-4575308006
- ゼロから始める 小島慶子のきもの修行（2015年3月20日、講談社） ISBN 978-4062194211
- 私の神様（2015年5月1日、幻冬舎） ISBN 978-4344027619
- 屈折万歳! (岩波ジュニア新書)（2015年9月19日、岩波書店） ISBN 978-4005008131
- その「グローバル教育」で大丈夫?（2015年12月7日、朝日新聞出版） ISBN 978-4023314689 ※ヤマザキマリとの共著
- 女の七つの大罪（2016年4月20日、KADOKAWA） ISBN 978-4046014993 ※林真理子との共著
- さよなら! ハラスメント（2019年2月26日、晶文社） ISBN 978-4794970688
- 小島慶子、山本恵子、白河桃子、治部れんげ、浜田敬子、竹下郁子、李美淑、田中東子 著、林香里 編『足をどかしてくれませんか。―メディアは女たちの声を届けているか』亜紀書房、2019年12月24日。ISBN 978-4750516257。
- 人生論 あなたは酢ダコが好きか嫌いか: 女二人の手紙のやりとり（2020年5月8日、小学館） ISBN 978-4093965484 ※佐藤愛子（作家）との共著
- 李美淑、小島慶子、治部れんげ、白河桃子、田中東子、浜田敬子、林香里、山本恵子『いいね! ボタンを押す前に―ジェンダーから見るネット空間とメディア』亜紀書房、2023年1月25日。ISBN 978-4750517810。